# Canadian Wildlife
| Canadian Wildlife   | Canadian Wildlife                 |
| ------------------- | --------------------------------- |
| Nennwert:           | 5 CAD                             |
| Metall:             | 99,99 % Ag                        |
| Gewicht:            | 31,103 g                          |
| Durchmesser:        | 38 mm                             |
| Dicke:              | 3,15 mm                           |
| Rand:               | geriffelt                         |
| Prägejahre:         | 2011 bis 2013                     |
| Vorderseite         |                                   |
| Motiv:              | Kanadisches Wildtier              |
| Entwerfer:          | William Woodruff Emily S. Damstra |
| Rückseite           |                                   |
| Motiv:              | Elisabeth II.                     |
| Entwerfer:          | Susanna Blunt                     |
| Datum des Entwurfs: | 2003                              |

Die Canadian Wildlife ist eine sechsteilige Serie von Anlagemünzen aus Silber mit dem Reinheitsgrad 9999, die jeweils ein Motiv aus der kanadischen Wildtierwelt tragen. Die Serie wurde von der kanadischen Prägeanstalt Royal Canadian Mint hergestellt, welche auch für die bekannte Maple-Leaf-Münze verantwortlich zeichnet. Die Silbermünzen gibt es ausschließlich mit einem Jahrgang zwischen 2011 und 2013 und nur mit einem Feingewicht von einer  Unze. Jedes Motiv ist auf eine Million Exemplare limitiert.

## Motive
Die Münzen der Serie sind über einen Zeitraum von drei Jahren erschienen, wobei jeweils zwei unterschiedliche Motive pro Jahr geprägt wurden. Die Vorderseite trägt über dem jeweiligen Motiv die Überschrift CANADA sowie unterhalb die Reinheit 9999, das Feingewicht 1 OZ und die zweisprachige Aufschrift FINE SILVER bzw. ARGENT PUR. Die Rückseite ist gleichbleibend und trägt wie bei der Maple Leaf den Namen und das Porträt Königin Elisabeth II., das Prägejahr und den Nennwert 5 DOLLARS.

### Timber Wolf
Die Serie startete mit dem Timber Wolf, auch Amerikanischer Grauwolf genannt. Die Münze trägt das Prägejahr 2011 und erschien bereits im Herbst 2010. Das Motiv von William Woodruff, dem Chefgraveur der Royal Canadian Mint, zeigt einen Timberwolf vor dem Vollmond und seinem Lebensraum, dem Nadelwald. Dieses Motiv wurde bereits 2005 für die limitierte ½-Unzen-Silbermünze Timber Wolf verwendet, deren Prägung danach wieder eingestellt wurde.

### Grizzly
Mit dem Grizzly hat die Royal Canadian Mint wohl eines der berühmtesten Tiere Nordamerikas als Motiv für eine Bullionmünze gewählt. Das Bild eines brüllenden Grizzlybären neben einem vorbeiziehenden Fluss und vor beeindruckender Berglandschaft wurde ebenfalls von William Woodruff gestaltet. Dieses Motiv ist das zweite der Serie, trägt das Prägejahr 2011 und wurde im Frühjahr des Jahres herausgegeben.

### Cougar (Puma)
Dies ist das dritte Motiv der Serie und das erste mit dem Prägejahr 2012. Wie der Timber Wolf wurde die Münze bereits im Herbst des Vorjahres herausgegeben. Abgebildet ist ein Puma, der mit geöffnetem Maul über einen Ast springt; das Motiv stammt wieder von William Woodruff und trägt am linken Rand seine Initialen.

### Moose (Elch)
Im Frühjahr 2012 erschien die vierte Ausgabe mit dem Elch als Thema, wiederum entworfen von William Woodruff. Der nordamerikanische Elch ist das größte Landtier in Kanada. Auf der Münze ist ein Elchhirsch auf einer Wiese stehend abgebildet.

### Pronghorn Antelope (Antilope)
Bereits im Herbst 2012 brachte die Royal Canadian Mint die fünfte Ausgabe der Wildlife-Serie heraus. Als Motiv wurde eine Gabelhornantilope gewählt, die über eine weite Prärielandschaft läuft (genaugenommen handelt es sich nicht um eine Antilopenart, trotz der Ähnlichkeit mit den Antilopen Afrikas oder Asiens). Der Entwurf stammt dieses Mal von Emily S. Damstra (daher die Initialen ED am unteren Rand) und trägt die Jahreszahl 2013.

### Wood Bison (Bison)
Anfang Februar 2013 erschien die sechste und letzte Ausgabe der Serie mit dem Waldbison (einer Unterart des Amerikanischen Bison) als Motiv. Diese Bisonart kommt heute nur noch in Kanada vor; nach der Beinahe-Ausrottung im 19. Jahrhundert hat sich der Bestand auf über 10.000 Tiere erholt. Der Bison ist das zweite Motiv von Emily S. Damstra, daher die Initialen ED im linken unteren Viertel der Münze. Das Prägejahr ist 2013.